# Procavia capensis habessinicus
La procavia abissinica (Procavia capensis habessinicus Hemprich and Ehrenberg, 1832) è un mammifero appartenente alla famiglia Procaviidae. In passato fu considerata buona specie, mentre oggi si tende a classificarla come sottospecie di Procavia capensis.

## Distribuzione e habitat
È diffusa nell'Etiopia meridionale.